# بخش جزینک
بخش جزینک یکی از بخش‌های شهرستان زهک در استان سیستان و بلوچستان ایران است.

## تقسیمات کشوری
- بخش جزینک
  - دهستان جزینک
  - دهستان قلعه نو

شهر : جزینک

## جمعیت
براساس سرشماری عمومی نفوس و مسکن در سال ۱۳۹۵، جمعیت بخش جزینک برابر با ۱۰،۶۶۷ نفر بوده‌است.